# 諏訪内晶子
諏訪内 晶子（すわない あきこ、Akiko Suwanai、1972年2月7日 - ）は日本のクラシック音楽のヴァイオリニスト。

## 略歴
東京都出生、出身の1972年生まれ。パリ在住。幼少期は父親の転勤で名古屋市に住んでいて、ヴァイオリニスト西崎崇子の父である西崎信二の教室で教わっていた。2歳半のとき音に興味を示したので両親に連れられ近所のヴァイオリン教室を訪れて、ヴァイオリンに触れ、3歳で学び始める。3歳から週1回のレッスンを始め、4歳からは週2回のレッスンに増やし、小さい時でも毎回のレッスンを楽しみにしていた。小学1年生の夏休みの時（1978年）に東京都町田市に転居し、そこでも小学2年生の頃から音楽教室に通い始め、1979年桐朋学園大学附属「子供のための音楽教室」入学。町田市立成瀬台中学校、桐朋女子高等学校音楽科卒業後、桐朋学園大学ソリスト・ディプロマ・コースを修了。文化庁芸術家在外派遣研修生として、1991年3月にジュリアード音楽院に留学し、ドロシー・ディレイに師事した。またジュリアード音楽院との単位交換制度を実施しているコロンビア大学では政治思想史、政治学を受講した。1995年、ジュリアード音楽院修士課程修了。ベルリン芸術大学には、2009年に正規の入学試験を受けて合格して2年間学び、2011年第三課程(ゾリステンクラッセ)修了、ドイツ国家演奏家資格取得。
中学3年生の14歳で、江藤俊哉に師事していた。中学生の時には「日本学生音楽コンクール・中学生の部」で優勝。高校1年生の時、15歳で日本音楽コンクールヴァイオリン部門で優勝。パガニーニコンクールで2位。1989年日本国際音楽コンクールヴァイオリン部門で2位となる。同年、世界三大ヴァイオリンコンクールの、エリザベート王妃国際コンクールに17歳で2位、さらに1990年7月5日、チャイコフスキーコンクールで最年少の18歳で優勝し、注目を浴びる。
使用ヴァイオリンはグァダニーニ（伊: Guadagnini）を愛用していたが、1990年春のチャイコフスキーコンクールからストラディヴァリウス（1690年製）をとある財団から貸与された。その後2000年には、かつてヤッシャ・ハイフェッツが使用していた世界三大ストラディヴァリウスの「ドルフィン（Dolphin）」（1714年製）を日本音楽財団から20年間貸与された。2020年10月から米国在住のDr.リュウジ・ウエノ（英: Ryuji Ueno）より長期貸与のグァルネリ・デル・ジェズ「チャールズ・リード（Charles Reade）」（1732年製）に替えた。
マネジメントは1990年代に米国コロムビア・アーティスツと契約した（なお、コロムビア・アーティスツは2020年に事業閉鎖）。レコーディング契約は、ユニバーサルミュージック傘下のデッカ・ミュージック・グループとインターナショナル・アーティストとして専属契約を結んでいる。フランス・パリを演奏活動の拠点としている。録音は主にヨーロッパで行っている。
1999年、サントリーホールでクシシュトフ・ペンデレツキのヴァイオリン協奏曲第2番『メタモルフォーゼン』を作曲者の指揮で日本初演。2004年、石川県立音楽堂コンサートホールで、ジュリアード音楽院の同期生レーラ・アウエルバッハのヴァイオリン協奏曲第2番（作品77）を世界初演。2007年、ルツェルン音楽祭でペーター・エトヴェシュのヴァイオリン協奏曲『セヴン』をピエール・ブーレーズの指揮で世界初演。同曲は2008年9月には、作曲者エトヴェシュ指揮でNHK交響楽団と日本初演し、その後ブダペスト、ベルリン、ロンドンの世界各地で初演した。
2011年7月11日、当時所属していた梶本音楽事務所を通じて、2011年3月に東京国税局に約7000万円の修正申告を行っていたと発表した。申告漏れの総額は約9000万円と報道された。
2012年、2015年エリザベート王妃国際コンクールの審査員を務めた。2018年ロン＝ティボー国際コンクール、2019年チャイコフスキー国際コンクールヴァイオリン部門審査員を務めた。
2013年2月「国際音楽祭NIPPON 2013 横浜＆仙台」を企画。芸術監督を務める。2020年の3月には芸術監督を務める国際音楽祭 NIPPON 2020が東京で行われる予定であったが、新型コロナウイルス感染症のパンデミックのため中止された。2021年2月9日～2月16日に「国際音楽祭NIPPON2020」が振替公演として、東京、名古屋市、岩手県釜石市で実施される。

## 人物・音楽
- 1988年、パガニーニコンクール終了後の受賞記念パーティで、審査員のヘルマン・クレバースに助言を望み、「音程の取り方を勉強しなさい」と指導される。技術的なミスや音程外しはしていないので、その時は意味がわからなかったが、国際コンクール参加を重ねて、日本人の肉体的な条件もある音色の弱弱しさが弱点となることと、日本人独特の高音に偏る音色感に欧米では違和感を抱かれるのだということとを理解した[43]。
- 1991年3月に、アイザック・スターンに演奏を聴いてもらう機会があり、今までのように先生から教えられたとおり弾くのではなく、自分で自筆譜までさかのぼって解釈して演奏するよう指導された[44]。大学1年生で、コンクール参加から一人の演奏家へと踏み出して、音楽に明け暮れるこれまでの生活で、一般教養の不足を自覚し自己の活動と音楽形成にも影響していると痛感した。いったん演奏活動を中止し、ジュリアード学院留学、コロンビア大学で受講した[45]。コロンビア大学学部長に相談すると、哲学や、歴史的な背景などアカデミックな別の視点から音楽を見るには、「政治思想史」の授業で学ぶのがいいと示唆された[7]。
- オーケストラ参加は、サイトウ・キネン・オーケストラで一度行ったが、ソリストとしての活動を重点にしているため向いておらず、楽団演奏の共同で音を調和させることに慣れず、終了後にもソリストの音色に戻るのに困難をきたすため、その一度きりとなっている[46]。
- 2020年段階で、年間約200日間は公演の旅に出ている[10]。

## 受賞歴
- 1981年 - 第35回全日本学生音楽コンクールヴァイオリン部門小学校の部東日本大会第1位。
- 1985年 - 第39回全日本学生音楽コンクールヴァイオリン部門中学校の部全国大会第1位。
- 1987年 - 第56回日本音楽コンクールヴァイオリン部門第1位[注釈 6]。
- 1988年 - 第35回国際ヴァイオリンコンクールパガニーニ賞第2位。
- 1989年 - エリザベート王妃国際音楽コンクールヴァイオリン部門第2位[注釈 7]。
- 1989年 - 第4回日本国際音楽コンクールヴァイオリン部門第2位。
- 1990年 - 第9回チャイコフスキー国際コンクールヴァイオリン部門で全出場者最年少第1位および日本人初全審査員の一致による優勝。バッハ作品最優秀演奏者賞とチャイコフスキー作品最優秀演奏者賞も受賞。

## ディスコグラフィー
- 1990年7月7日録音: チャイコフスキー：ヴァイオリン協奏曲 - Tchaikovsky: Violin Concerto  90年チャイコフスキー・コンクール・ガラ・コンサート・ライブ[50]
- 1996年7月: デビュー (ブルッフ：ヴァイオリン協奏曲 第1番、他) - Bruch: Violin Concerto No.1; Scottish Fantasia
- 1996年8月27-31日: メロディ - Souvenir
- 1969-1996年: 諏訪内晶子セレクション～こどものためのクラシック - Classical Music For Kids Selected By Akiko Suwanai
- 1998年9月1日: スラヴォニック - Brahms/Dvorák/Janácek: Hungarian Dances/4 Romantic Pieces/Violin Sonata etc.
- 1999年12月7-11日: ツィゴイネルワイゼン～パッション - Dvorák: Violin Concerto / Sarasate: Carmen Fantasy
- 2000年9月7-8日: メンデルスゾーン＆チャイコフスキー：ヴァイオリン協奏曲 - Mendelssohn / Tchaikovsky: Violin Concertos
- 2001年6月: 武満徹：遠い呼び声の彼方へ! 他 - Toru Takemitsu: Far calls, coming, far!, Requiem / Tchaikovsky: Symphony No.4
- 2001年: メンデルスゾーン：ヴァイオリン協奏曲 Op.64/ブルッフ：ヴァイオリン協奏曲第1番/ショーソン：詩曲 - Mendelssohn, Bruch: Violinkonzerte
- 2002年3月6日、6月26日: シベリウス＆ウォルトン：ヴァイオリン協奏曲 - Sibelius & Walton Violin Concertos
- 2004年2月2-4日: 詩曲(ポエム) - Poème
- 2005年: J.S.バッハ：ヴァイオリン協奏曲集 - Bach: Violin Concertos
- 2008年1月14-17日: ベートーヴェン：ヴァイオリン・ソナタ第9番《クロイツェル》、他 - Beethoven: Violin Sonatas Nos.7 & 9
- 1996-2008年: impressions THE BEST OF SUWANAI
- 2006年2月2,3日、2008年3月30日、2011年5月14日: 協奏曲集 諏訪内晶子、ピエール＝ロラン・エマール、ペーテル・エトヴェシュ＆エーテボリ交響楽団、BBC交響楽団、他 - Eötvös: Concertos
- 2012年1月9-13日: エモーション - Emotion
- 1996-2012年: プレリューディオ～諏訪内晶子ベスト・セレクション - Preludio Akiko Suwanai Best Selection
- 2016年1月26-29日: フランク＆R.シュトラウス：ヴァイオリン・ソナタ 他 - Franck & R.Strauss: Violin Sonatas, Takemitsu: Hika
- 2016-2018年: 20世紀傑作選②～武満徹：管弦楽曲集 - Toru Takemitsu: Orchestral Works[51]
- 2021年6月7-11日、7月10-13日: J.S.バッハ：無伴奏ヴァイオリン・ソナタ＆パルティータ(全曲) - J.S. Bach: Sonatas & Partitas for Solo Violin[52]
- 2023年10月: ブラームス：ヴァイオリン・ソナタ集 - Brahms: The Sonatas

## メディア

### コマーシャル出演
- 新日本製鐵（現・日本製鉄） - 企業イメージCM「すくすくと、新日鉄。」[注釈 8]： 1991年に出演、パガニーニの『ヴァイオリン協奏曲第1番』を演奏。「新日鉄音楽賞」の第1回・フレッシュアーティスト部門を受賞したことが縁となった。
- 93年には、同じく新日本製鐵CMーイザイ編曲＝サン・サーンスワルツ形式のカプリース
- トヨタ自動車 - クラウン・ロイヤルシリーズのCMに1998年に出演、チャイコフスキーの『なつかしい土地の思い出』より「スケルツォ」を演奏。CM出演後、同曲の収録されたアルバム『メロディ』の売上が上昇し、1998年時点で7万枚を売り上げている[54]。
- 資生堂 - 2008年に出演、ベートーヴェンの『ヴァイオリンソナタ第9番』を演奏。

### テレビ出演
- 第41回NHK紅白歌合戦（1990年12月31日、NHK総合・ラジオ第1） - 審査員
- 情熱大陸（2001年7月1日、毎日放送）
- NHKスペシャル「至高のバイオリン ストラディヴァリウスの謎」（2013年11月3日、NHK総合）

## 著書
- 『ヴァイオリンと翔る』（日本放送出版協会、1995年9月／NHKライブラリー 2000年2月1日[55]）